# Amsterdamse Architectuur Prijs

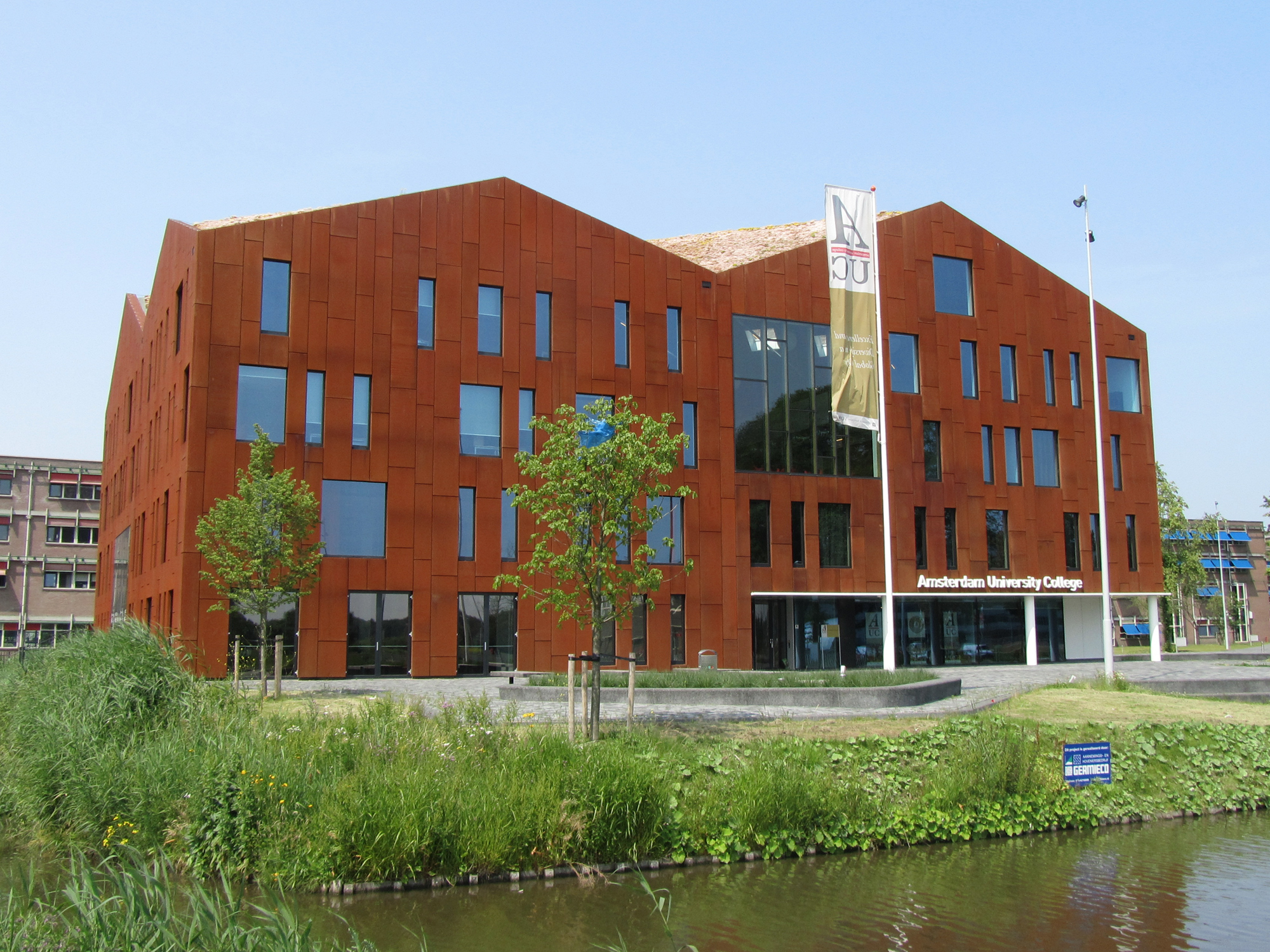
De nieuwbouw van Amsterdam University College kreeg de prijs toegekend in 2013

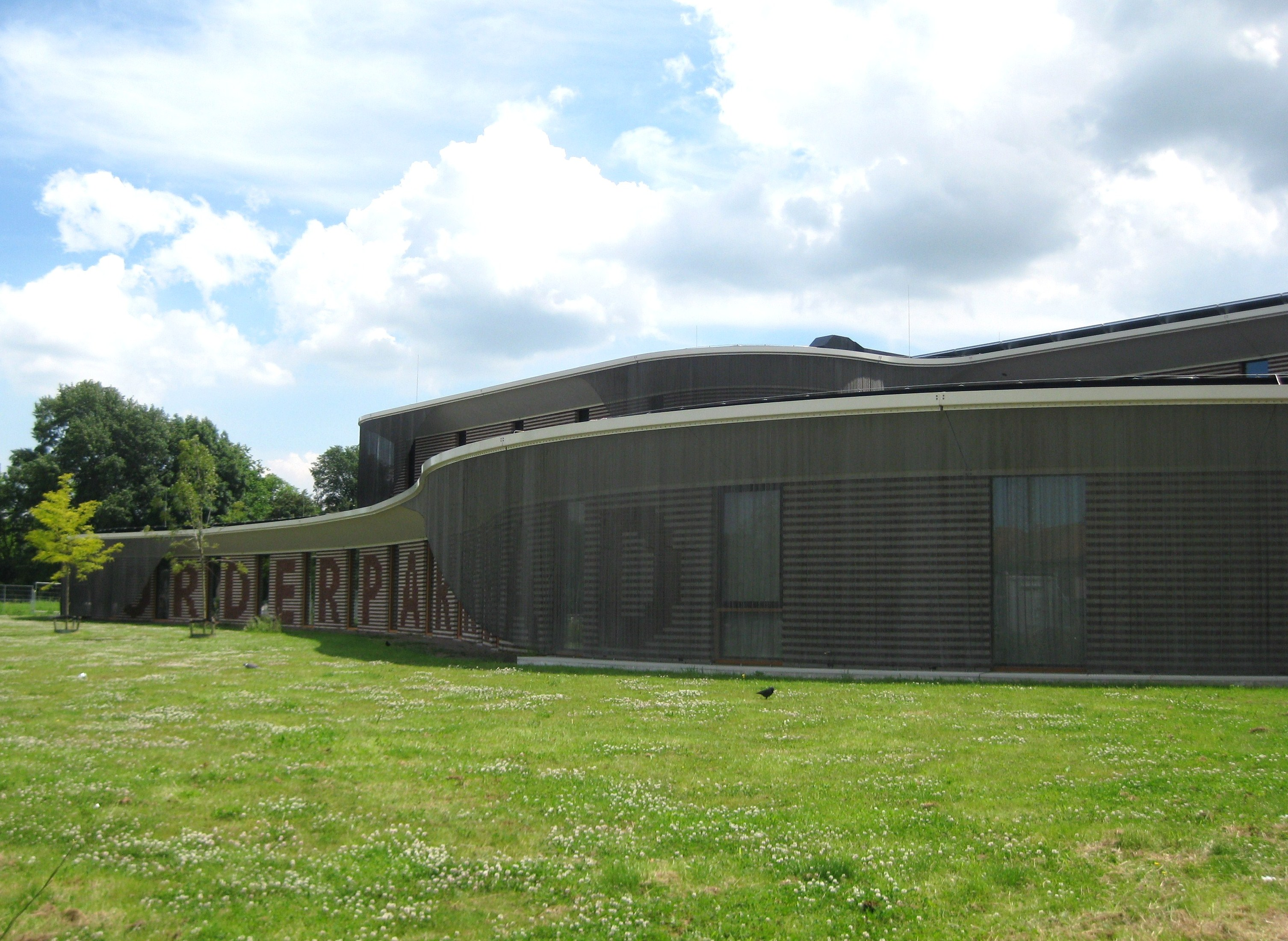
Het Noorderparkbad, winnaar van de prijs in 2016

De Amsterdamse Architectuur Prijs, ook wel Gouden A.A.P. genoemd, wordt jaarlijks uitgereikt door ARCAM.
Met de prijs beloont ARCAM de architect en opdrachtgever van een in het voorgaande jaar gerealiseerd project in Amsterdam. De prijs gaat naar het Amsterdamse gebouw dat wordt beoordeeld als het mooist, het meest exemplarisch voor de actuele situatie of het meest uitdagend en vernieuwend.
De driekoppige, jury bestaat uit een architect, een architectuurhistoricus en een architectuurcriticus. Sinds 2015 wordt er naast de vakjuryprijs ook een publieksprijs gegeven.

## Gerelateerde prijzen
Naast de AAP is er ook een Amsterdamse Nieuwbouwprijs, een initiatief van het ontwikkelingsbedrijf van de gemeente Amsterdam en een reeks andere partijen.

## Winnaars[3]
| Jaar | Project                                                  | Architect | Opdrachtgever                                             |
| ---- | -------------------------------------------------------- | --- | --------------------------------------------------------- |
| 2025 | Vakjuryprijs voor Nationaal Holocaustmuseum              | Office Winhov | Joods Cultureel Kwartier                                  |
| 2025 | Publieksjuryprijs voor Station Wildeman                  | BETA | Stichting Samenwonen Samenleven en de gemeente Amsterdam  |
| 2024 | Vakjuryprijs voor Alliander Westpoort                    | De Zwarte Hond |                                                           |
| 2024 | Publieksjuryprijs voor Alliander Westpoort               | De Zwarte Hond |                                                           |
| 2023 | Vakjuryprijs voor Fietsparkeergarage Stationsplein       | wUrck Architectuur, stedenbouw, landschap & infrastructuur                                                            | Gemeente Amsterdam                                        |
| 2023 | Publieksjuryprijs voor Wooncoöperatie De Warren          | Natrufied Architecture                                                                                                | Wooncoöperatie De Warren                                  |
| 2022 | Vakjury voor Het Nationaal Holocaust Namenmonument       | Studio Libeskind i.s.m. Rijnboutt                                                                                     | Nederlands Auschwitz Comité                               |
| 2022 | Publieksjuryprijs voor Basisschool De Wereldburger       | Moke Architecten en LANDLAB                                                                                           | Gemeente Amsterdam                                        |
| 2021 | Vakjury & Publieksjuryprijs voor Westbeat                | Studioninedots | Lingotto Ontwikkeling BV en Achmea Dutch Residential Fund |
| 2020 | Vakjuryprijs voor verbouwing Trippenhuis                 | Office Winhov | Rijksvastgoedbedrijf                                      |
| 2020 | Publieksjuryprijs voor Wooncomplex Rhapsody              | Tangram |                                                           |
| 2019 | Vakjuryprijs voor Noord/Zuidlijn                         | Benthem Crouwel Architects                                                                                            | Metro en Tram - gemeente Amsterdam                        |
| 2019 | Publieksjuryprijs voor Hotel Jakarta                     | SeARCH | Westcord Hotels                                           |
| 2018 | Vakjuryprijs voor Ru Paré Community                      | BETA office i.s.m. Marc van Asseldonk en Elisabeth Boersma                                                            | Stichting Samenwonen - Samenleven                         |
| 2019 | Publieksjuryprijs voor IJhal                             | Wiel Arets Architects                                                                                                 | NS Stations                                               |
| 2017 | Vakjuryprijs voor Tijdelijke Rechtbank Amsterdam         | Cepezed | Rijksvastgoedbedrijf                                      |
| 2017 | Publieksjuryprijs voor Crystal Houses                    | MVRDV, Uitvoerend architect Gietermans & Van Dijk                                                                     | Warenar CV, Amsterdam                                     |
| 2016 | Vakjury- en publieksjuryprijs voor Noorderparkbad        | de Architekten Cie., Branimir Medic & Pero Puljiz                                                                     | Gemeente Amsterdam                                        |
| 2015 | Vakjuryprijs voor wooncomplex Klussen op de Klarenstraat | Vanschagen Architecten                                                                                                | VvO Klussen op de Klarenstraat                            |
| 2015 | Publieksjury prijs voor het Artisplein                   | landschapsarchitect Michael van Gessel                                                                                | Artis                                                     |
| 2014 | Rijksmuseum Amsterdam                                    | Cruz y Ortiz arquitectos                                                                                              | Rijksgebouwendienst                                       |
| 2013 | Amsterdam University College                             | Francine Houben (Mecanoo)                                                                                             | Universiteit van Amsterdam Vrije Universiteit             |
| 2012 | Het Scheepvaartmuseum                                    | Liesbeth van der Pol (Dok architecten) Laurent Ney (Ney & Partners) Kees Doornenbal (Rappange & Partners Architecten) | Rijksgebouwendienst                                       |
| 2011 | Synagoge Liberaal Joodse Gemeente                        | Bjarne Mastenbroek (seARCH) Uda Visser (SeARCH)                                                                       | Liberaal Joodse Gemeenschap Amsterdam                     |
| 2010 | 4 torens Osdorp                                          | Wiel Arets Architects                                                                                                 | M.J. de Nijs Project IV BV Eigen Haard                    |
| 2009 | Stadsdeelwerf Zuideramstel                               | Claus en Kaan Architecten                                                                                             | Stadsdeel Zuideramstel                                    |
| 2008 | Brede school De Kikker                                   | Dok Architecten | Stadsdeel Osdorp                                          |